# Председатель Сената Парламента Казахстана
Председатель Сената Парламента Республики Казахстан (каз. Қазақстан Республикасы Парламенті Сенатының төрағасы) — руководитель верхней палаты казахстанского парламента, вторая государственная должность Республики Казахстан после Президента Республики Казахстан.
В случае досрочного освобождения или отрешения от должности президента Казахстана, а также его смерти полномочия президента на оставшийся срок переходят к председателю сената парламента (при невозможности председателя сената принять на себя полномочия президента они переходят к председателю мажилиса парламента; при невозможности председателя мажилиса принять на себя полномочия президента они переходят к премьер-министру страны). Лицо, принявшее на себя полномочия президента, складывает с себя полномочия председателя сената. 20 марта 2019 года после того, как первый президент страны Нурсултан Назарбаев принял решение сложить с себя полномочия президента, президентом Казахстана стал возглавлявший сенат Касым-Жомарт Токаев.

## Порядок избрания
Председатель Сената избирается на заседании Палаты из числа депутатов Сената, свободно владеющих государственным языком, тайным голосованием большинством голосов от общего числа депутатов. Кандидатура на должность Председателя Сената выдвигается Президентом Республики.
Кандидат считается избранным на должность Председателя Сената Парламента, если в результате тайного голосования он получил большинство голосов от общего числа депутатов Палаты. Об избрании Председателя Сената Палатой принимается постановление, подписываемое председательствующим на заседании.

## Полномочия
Председатель Сената:
- созывает заседания Сената и председательствует на них;
- осуществляет общее руководство подготовкой вопросов, вносимых на рассмотрение Сената;
- представляет Палате кандидатуры к избранию на должности заместителей Председателя Палаты, а также распределяет обязанности между ними;
- обеспечивает соблюдение Регламента Сената;
- руководит деятельностью координационного органа Сената;
- подписывает акты, издаваемые Сенатом;
- представляет Палате кандидатуры для назначения на должности трех судей Конституционного Суда, двух членов Центральной избирательной комиссии, трех членов Высшей аудиторской палаты;
- разрабатывает проект повестки дня очередного заседания Сената;
- созывает внеочередные заседания Сената;
- Направляет Президенту Республики Казахстан для подписания законы, принятые Мажилисом и одобренные Сенатом;
- представляет Сенат во взаимоотношениях с органами государственной власти Республики Казахстан, общественными объединениями, а также с парламентами зарубежных государств;
- вносит вместе с Председателем Мажилиса предложение Президенту Республики Казахстан о созыве внеочередного совместного заседания Палат;
- определяет представителей Сената в Конституционном Суде;
- по согласованию с Председателем Мажилиса представляет Бюро Сената кандидатуру для назначения на должность полномочного представителя Парламента в организациях межпарламентского сотрудничества;
- по обращению постоянного комитета возлагает на него организацию встречи депутатов Палаты с государственными органами и должностными лицами и поручает председательствовать на ней Заместителю Председателя Сената;
- согласовывает Концептуальный план законотворческой работы;
- поручает рассмотрение писем, жалоб и других обращений граждан по частным вопросам Аппарату Палаты; обращение государственных органов, общественных объединений, а также граждан по вопросам законотворческой работы передает на разрешение комитетов;
- выполняет другие обязанности, возлагаемые на него Регламентом Сената;
- разрешает иные вопросы организации деятельности Сената в соответствии с настоящим Регламентом и другими нормативными правовыми актами.
- Председатель Сената пользуется правом решающего голоса в случае, если при голосовании в Сенате голоса депутатов разделились поровну.
- По вопросам своей компетенции Председатель Сената издает распоряжения.

## Отзыв
Председатель Сената может быть отозван от должности, а также вправе подать в отставку, если за это проголосовало большинство от общего числа депутатов Сената.
Вопрос об освобождении от занимаемой должности Председателя Сената рассматривается Сенатом при поступлении представления Президента Республики Казахстан на Председателя Сената, личного заявления Председателя Сената.

## Председатели Сената
| Председатель                      | Созыв   | Годы                                       |
| --------------------------------- | ------- | ------------------------------------------ |
| Байгельди Омирбек                 | I       | 30 января 1996 года — 1 декабря 1999 года  |
| Абдыкаримов Оралбай Абдыкаримович | II      | 1 декабря 1999 года — 10 марта 2004 года   |
| Абыкаев Нуртай Абыкаевич          | II—III  | 10 марта 2004 года — 11 января 2007 года   |
| Токаев Касым-Жомарт Кемелевич     | III—IV  | 11 января 2007 года — 15 апреля 2011 года  |
| Мами Кайрат Абдразакулы           | IV—V    | 15 апреля 2011 года — 16 октября 2013 года |
| Токаев Касым-Жомарт Кемелевич     | V—VI    | 16 октября 2013 года — 20 марта 2019 года  |
| Назарбаева Дарига Нурсултановна   | VI      | 20 марта 2019 года — 4 мая 2020 года       |
| Ашимбаев Маулен Сагатханулы       | VI—VIII | с 4 мая 2020 года                          |